# Iglesia de San Ignacio (Santiago de Chile)
La iglesia San Ignacio, también conocida como Iglesia del Colegio de San Ignacio, es un templo católico perteneciente a los reverendos Padres jesuitas, ubicado en Santiago, la capital de Chile, a un costado del Colegio San Ignacio. Fue declarado Monumento Histórico Nacional a través de un decreto de 2002.

## Historia
La Compañía de Jesús fue expulsada de Chile en 1767 y todos sus bienes fueron confiscados.  Volvió a Valparaíso en 1843, el restablecimiento definitivo fue en 1848 sin reconcimiento oficial.  Al poco tiempo se instala en Santiago en la calle Lira.  Hacia 1855 amigos de la Compañía de Jesús gestionan la adquisición un terreno a una cuadra al sur de la Cañada o Calle de las Delicias para el futuro Colegio San Ignacio e Iglesia.  Bajo el impulso del padre Bernardo Parès SJ se decide la construcción de la Iglesia y se hace un primer intento para comenzarla en 1859, año en que se logra solamente un acopio de materiales.   Finalmente se encarga al arquitecto italiano Eusebio Chelli, quien había sido responsable de la construcción de la iglesia de la Recoleta Dominica y la iglesia de las Agustinas. La primera piedra del templo fue puesta el 15 de diciembre de 1867. La construcción finalizó en 1872, año en que Chelli abandonó el proyecto. Se alcanzaron a construir tres naves de albañilería de ladrillo. El 17 de noviembre de 1872, la iglesia fue bendecida por el obispo de Kansas City, Juan Bautista Miege S.J., quien estaba de paso en Chile.
Entre 1899 y 1900, se construyeron dos torres —las primeras que se construyeron en Chile con armadura de hierro en su estructura y revestidas de cemento—, diseñadas por el arquitecto francés Eugenio Joannon. Por su parte, la fachada fue proyectada por el arquitecto italiano Ignacio Cremonesi.
Tras el terremoto de Talca el 1 de diciembre de 1928 las estructura de la Iglesia fue reforzada con fierro. 
En el terremoto del 27 de febrero de 2010, la iglesia sufrió algunos daños, como grietas en su estructura y la destrucción de las figuras que adornaban los extremos de sus muros. Debido a esto, fue sometida a labores de restauración, que finalizaron en julio de 2011.

## Arquitectura

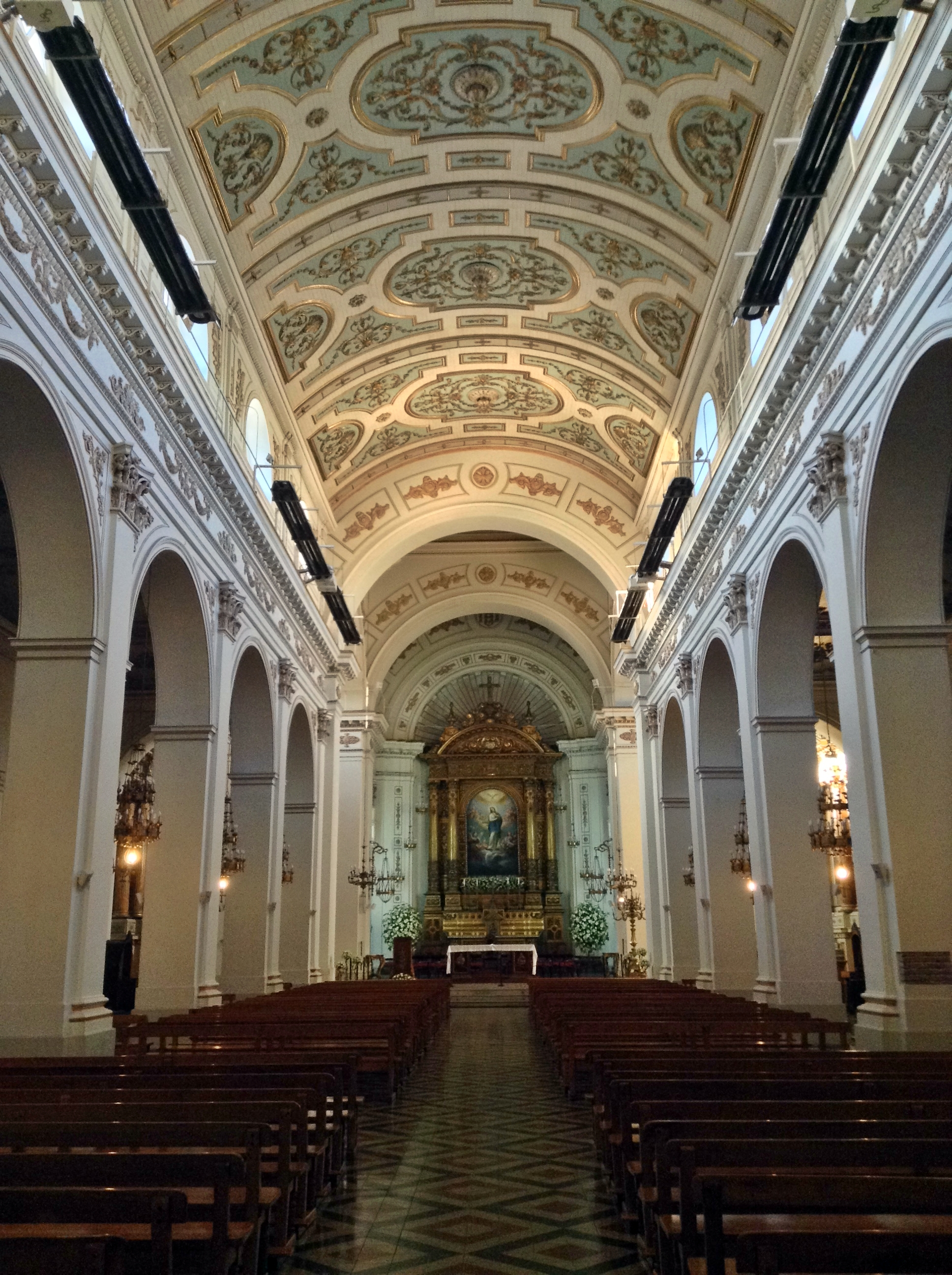
Interior de la iglesia. En el fondo se puede ver el altar mayor.

La iglesia es de estilo neorrenacentista. En la cornisa, está el lema de la congregación jesuita: Ad Maiorem Dei gloriam ("Para mayor gloria de Dios", frase predilecta de San Ignacio de Loyola), y sobre su puerta, se encuentra un lema en latín que reza Haec est domus Dei et porta coeli ('Esta es la casa de Dios y la puerta del cielo', cita de Génesis 28, 17).
Sus dos torres tienen una altura de 47 metros, y pesan 20 toneladas cada una, son de base cuadrada y están coronadas por una cúpula. La del lado izquierdo posee un reloj de cuatro esferas, fabricado en Bilbao e instalado en 1901 por Evaristo Molina; la del lado derecho, tres campanas, dos de las cuales fueron creadas a partir de una campana que tañía en el antiguo templo de los jesuitas, destruido en un incendio en 1863.  Con la cooperación del presidente Federico Errázuriz Zañartu y del ministro Aníbal Pinto, la campana fue devuelta a la orden de los jesuitas, quienes la fundieron y construyeron las campanas de dicha torre.
En el interior del templo, se encuentran el altar mayor, dorado y de estilo neobarroco, y un órgano construido por Aristide Cavaillé-Coll, compuesto por más de 2200 tubos; posee 33 registros y tres teclados manuales, siendo uno de los mayores instrumentos de Santiago y del país.

## Pinturas
La iglesia posee pinturas realizadas por diversos artistas:
- Una de ellas representa a la Inmaculada Concepción de la Virgen María, obra del pintor Pietro Galiardi. Es la imagen que preside el templo, estando ubicada en el altar mayor.
- Otra de las pinturas representa a san Ignacio de Loyola, fundador de la Compañía de Jesús. La obra estuvo a cargo de Francesco Grandi.
- La iglesia también posee pinturas de san Francisco Javier y san Alberto Hurtado, esta última realizada por Claudio Di Girólamo, en el altar y junto al confesionario utilizados habitualmente por el santo en su labor sacerdotal.

Los muros de la iglesia están adornados desde 1914 por un vía crucis pintado al óleo en Roma y donado por Felipa Ossa Ceroz.

## Reliquias de san Mario
Las reliquias de san Mario, mártir del siglo III, estuvieron ocultas por muchos años en el interior de la iglesia hasta que fueron encontradas el 24 de junio de 1994. San Mario fue un mercader persa que peregrinó con su familia hasta Roma, donde fue martirizado junto a su familia por parte de los romanos. Sus reliquias fueron traídas desde las catacumbas romanas en el siglo XVIII por el padre Haymbhausen, ocultas dentro de una imagen de cera. Los restos fueron traídos especialmente para acrecentar su devoción en Chile. Se encuentran ubicados bajo el altar donde está el retrato de san Ignacio.

## Cripta funeraria
En marzo de 1999, fue descubierta una cripta funeraria, a la cual se accedía a través de la capilla llamada del santo Cristo (antes, "buena Muerte"). El acceso fue bloqueado a fines del siglo XIX. En la cripta, se encontraron dos cajones llenos de huesos, correspondientes a unas cuarenta personas. Se encontró además una botella de vidrio que contenía el único documento, fechado a principios de 1889 y escrito por el rector de entonces:

El abajo firmante, Rector del Colegio de San Ignacio de la Compañía de Jesús, certifica que los restos contenidos en este cajón fueron hallados hace un mes en el osario de la bóveda de la antigua iglesia de la Compañía que ocupaba el solar que hoy ocupan los jardines del Congreso que se está construyendo junto a la calle de la Bandera. Son restos de PP. y HH. de la antigua Compañía. Santiago, enero 16 de 1889. Antonio Garriga S.J.

En ella también se encuentran reliquias de varios santos, como la del propio San Ignacio.